# 反新界東北撥款示威
反新界東北撥款示威是指於2014年6月6日至27日期間反對新界東北發展計劃前期撥款的多次示威活動。部份激進示威者在6月6日及13日企圖衝入香港立法會，共造成數名保安員受傷，更招致香港防暴警察4年以來首次出動。包括張漢賢、林朗彥和何潔泓等數位示威領袖被拘捕。2017年，香港律政司上訴覆核刑期，上訴庭裁定原審法官犯原則性錯誤，13名示威者由原審時的80-150小時社會服務令，改為監禁8-13個月不等。同年8月17日，社民連及香港眾志發起遊行上街聲援入獄社運人士 。

## 背景
立法會財務委員會在議程調動的情況下提早審議「新界東北發展區的前期撥款申請」，反對新界東北發展計劃前期撥款的示威者指控城市規劃委員會未完成審議新界東北的分區計劃大綱圖前，就開始前期工程。示威者憂慮立法會財務委員會一旦通過撥款，香港政府就會提早要求村民搬出，直接展開鑽探工程，屆時民眾將會喪失家園。

## 經過
2014年6月6日，50名示威者成功闖入立法會大堂圍圈靜坐，要求香港行政長官梁振英、香港政府高級官員與建制派立法會議員與村民對話，入夜後佔領立法會大廳的人數達逾200人。泛民主派立法會議員梁國雄和人民力量陳偉業進入立法會大堂聲援示威者。
6月13日下午2時許，開始有數十位示威者在劃定示威區內示威，晚上增加至上千人。部分示威者採取激烈行動，強行拆散鐵馬陣、一次過拉走大量鐵馬，並嘗試徒手拉開大門，或以長傘、搭棚架用的長竹等攻擊立法會正門，企圖闖進立法會內部，導致現場機動部隊警員舉起「停止衝擊，否則使用武力」紅旗，及多次噴灑胡椒噴霧。防暴警察更到場增援，佩戴防暴頭盔、手持圓盾，包圍現場的示威者，是繼2010年反高鐵包圍立法會後，4年以來首次出動防暴警察。部份防暴警察更身穿綠色防暴背心。立法會財務委員會主席吳亮星宣佈會議結束，會議再次無法表決，立法會議員范國威及郭家麒由議事廳趕到正門，隔著大門通知示威者會議腰斬，呼籲示威者冷靜及終止衝擊。衝突造成立法會大門損毀和保安人員受傷，警察以「妨礙立會職員」罪行拘捕社民連成員曾浚瑛等示威者，共抬走190人，和拘捕當中13人。
6月18日，一名報稱熱血公民成員的15歲中三學生，被指控涉嫌在網上發佈「衝擊立法會指南」而被拘捕。20日，立法會主席曾鈺成禁止5名議員助理進入立法會，示威區亦架起多重鐵馬，反東北團體於是發動包圍立法會。

## 回應
香港行政長官梁振英表示重視居民意見。

## 結果
2014年6月27日，財委會第7次開會審批撥款申請，期間財會主席吳亮星曾三度驅逐泛民議員離場，但兩度自行撤銷趕人離場的裁決。會議由下午4時開至接近晚上10時，當時吳亮星因李卓人離席抗議不許讓議員提問而宣佈休會。復會後，吳亮星未有理會正起哄的十多名泛民議員，逕自要求發展局副局長馬紹祥發言，其後就宣布表決東北撥款。泛民議員認為仍有許多議員未有提問，吳亮星亦未有處理議員提出萬多項的修訂動議，於是離開座位，到主席桌前與吳亮星理論，認為不能進入表決程序；但吳亮星置之不理，建制派議員馬上按掣投票，當時新民主同盟議員范國威更被幾名保安拉住，即使想返回座位也沒可能。結果撥款在29票贊成、2票反對下獲得通過。由5月2日開始審議的東北撥款至此暫告一段落，但李卓人表明整個會議不按規則，表明會提出司法覆核。2014年7月8日，黃毓民議員提出司法覆核，獲原訟庭接納，2015年6月11日由原訟庭法官區慶祥審理，原訟庭認為根據不干預原則，法庭不應就立法會程序上的做法作出處理，除非基本法有指明法庭必須這樣做，因此拒絕了黃毓民議員提出的申請。
場外警方及立法會保安如臨大敵，在立法會外架起多重鐵馬，多個入口更有保安把守，警員也進駐政府總部東翼迴旋處（即「公民廣場」），防止集會人士衝擊。在立法會停車場、中信大廈外的馬路等更有多部警車駐守。部份記者進入政府總部及立法會都遇到阻攔，有攝影記者戴上立法會、政總採訪證仍被外判保安阻止進入，甚至用手推撞。至晚上立法會大樓外聚集有4,500人，撥款正式獲通過後，部份示威者一度戴上眼罩，準備衝擊，大會主持卓佳佳直斥吳亮星違反議事規則，群眾疾呼「不合法投票可恥」，但最終未有任何衝突，大部分集會人士均和平散去，只有少量示威人士不願離開，由警方帶走。

## 審訊、加刑及獲釋
2016年2月，法庭判處13名示威者80-150小時社會服務令，法官指出眾人對公義應堅持立場，但不應傷害到人。至2017年8月，因律政司不滿刑期過輕，經上訴庭覆核聆訊後改判監禁。同年年底，眾被告獲終審法院批准保釋，等候上訴申請。2018年3月，終審法院批出上訴許可。2018年9月7日，終審法院裁定13名被告上訴得直，即場獲釋，毋須再重返監獄服刑。
| 被告   | 控罪                                        | 原審              | 上訴覆核   | 被告上訴至終審法院裁決結果 |
| ------ | ------------------------------------------- | ----------------- | ---------- | -------------------------- |
| 梁曉暘 | 參與非法集結、 妨礙正在執行職務的立法會人員 | 120小時社會服務令 | 13個月監禁 | 上訴得直，當庭釋放         |
| 黃浩銘 | 參與非法集結                                | 120小時社會服務令 | 13個月監禁 | 上訴得直，當庭釋放         |
| 劉國樑 | 參與非法集結                                | 120小時社會服務令 | 13個月監禁 | 上訴得直，當庭釋放         |
| 梁穎禮 | 參與非法集結                                | 120小時社會服務令 | 13個月監禁 | 上訴得直，當庭釋放         |
| 林朗彥 | 參與非法集結                                | 120小時社會服務令 | 13個月監禁 | 上訴得直，當庭釋放         |
| 朱偉聰 | 參與非法集結                                | 120小時社會服務令 | 13個月監禁 | 上訴得直，當庭釋放         |
| 何潔泓 | 參與非法集結                                | 120小時社會服務令 | 13個月監禁 | 上訴得直，當庭釋放         |
| 周豁然 | 參與非法集結                                | 120小時社會服務令 | 13個月監禁 | 上訴得直，當庭釋放         |
| 嚴敏華 | 參與非法集結                                | 120小時社會服務令 | 13個月監禁 | 上訴得直，當庭釋放         |
| 郭耀昌 | 參與非法集結                                | 120小時社會服務令 | 13個月監禁 | 上訴得直，當庭釋放         |
| 招顯聰 | 參與非法集結                                | 150小時社會服務令 | 13個月監禁 | 上訴得直，當庭釋放         |
| 陳白山 | 參與非法集結                                | 150小時社會服務令 | 13個月監禁 | 上訴得直，當庭釋放         |
| 黃根源 | 參與非法集結                                | 80小時社會服務令  | 8個月監禁  | 上訴得直，當庭釋放         |

## 相關發展計劃
- 落馬洲河套區
- 香園圍口岸
- 前海深港现代服务业合作区

## 政府主要文件
- 第一階段公眾參與資料（页面存档备份，存于）
- 第二階段公眾參與資料（页面存档备份，存于）
- 第三階段公眾參與資料（页面存档备份，存于）
- 香港2030研究（页面存档备份，存于）

## 外部連結
- 政府資料
  - 新界東北新發展區規劃及工程研究（页面存档备份，存于）
  - 優化土地供應
- 民間團體
  - 新界東北發展關注組（页面存档备份，存于）
  - 馬寶寶社區農場（页面存档备份，存于）
  - 香港本地農業發展關注組 （页面存档备份，存于）
  - 強烈反對新界東北「深港富豪雙非城」發展計劃！
- 新界東北為誰發展？立法會新界東選舉論壇（2012年8月11日）
- 新界東北三區：反對東北規劃特刊（页面存档备份，存于） 被逼遷村民問答（页面存档备份，存于） （2012年9月19日）
- 傳媒報道
  - 無線電視節目《星期二檔案》：誰搬我的家[永久] （2012年9月18日）